# Pasiphaea pacifica
Pasiphaea pacifica är en kräftdjursart som beskrevs av M. J. Rathbun 1902. Pasiphaea pacifica ingår i släktet Pasiphaea och familjen Pasiphaeidae. Inga underarter finns listade i Catalogue of Life.